# Paul Jakisch

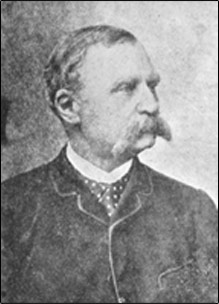
Paul Jakisch

Paul Jakisch, auch Paul Jackisch, (* 17. Juli 1825 in Oppeln, Schlesien; † 27. November 1912 in Beuthen) war ein deutscher Architekt und Politiker.

## Leben
Paul Jakisch wurde 1825 als Sohn des Oppelner Maurermeisters August Jakisch  und seiner Frau Marianna geb. Schwarz im oberschlesischen Oppeln geboren. Am 24. Juli erfolgte die Taufe in der Oppelner Kreuzkirche.
Als Architekt wirkte Jakisch vorwiegend im oberschlesischen Industriegebiet. Zwischen 1864 und 1903 war er Stadtrat der Stadt Beuthen. Außerdem war er zu dieser Zeit ebenfalls Leiter des Bauausschusses sowie Mitglied des katholischen Kirchenvorstands der Stadt. 1890 wurde er zum Ehrenbürger der Stadt Beuthen ernannt.
Jakisch verstarb am 27. November 1912 in Beuthen. Beerdigt wurde er auf dem Beuthener Mater-Dolorosa-Friedhof.

## Werke

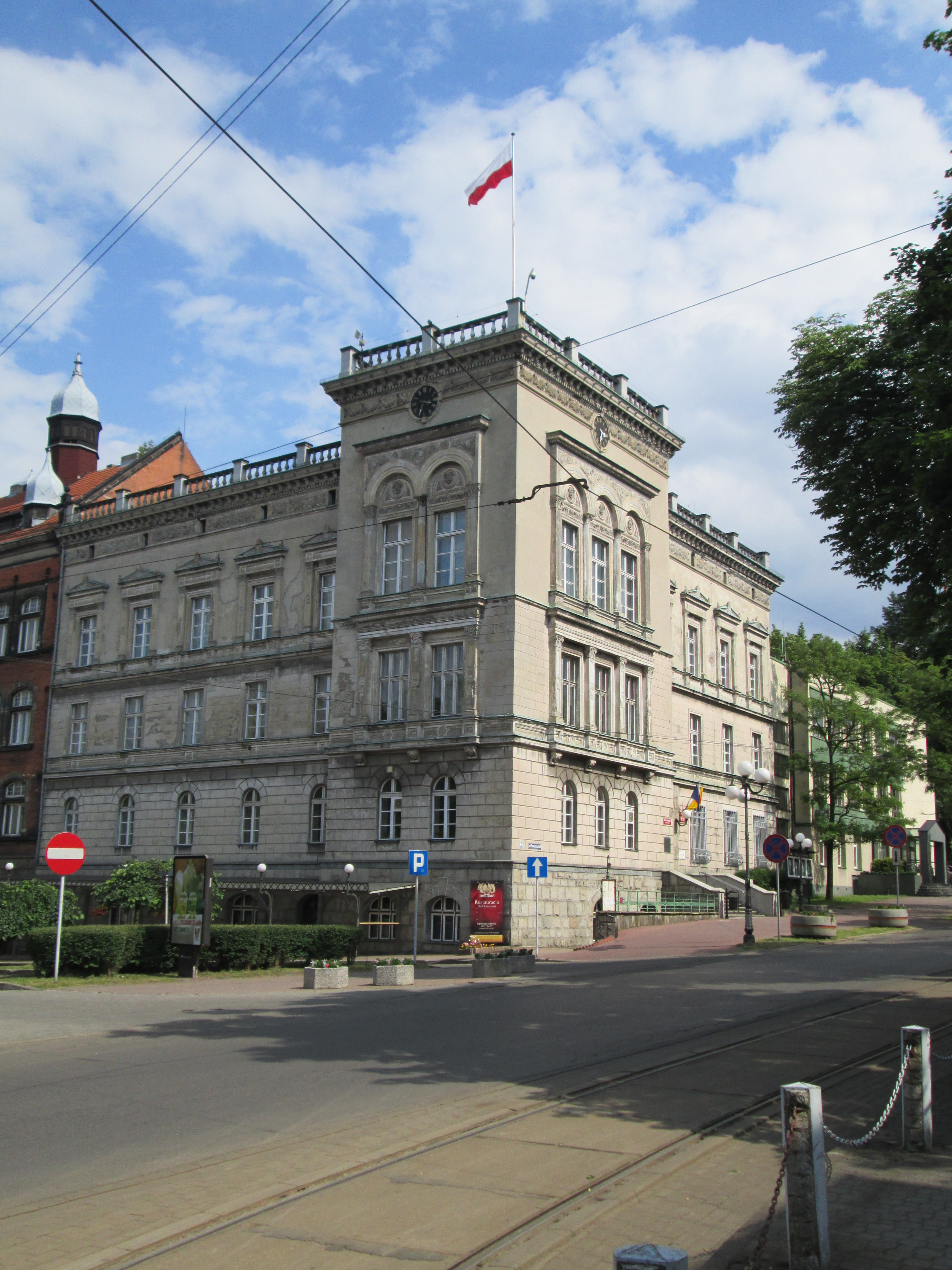
Rathaus in Myslowitz

- 1858–1861, evangelische Kirche in Nikolai, Oberschlesien
- 1866–1868, Rathaus in Myslowitz, Oberschlesien
- 1869, Städtisches Katholisches Gymnasium in Beuthen, Oberschlesien
- 1875–1877, evangelische St.-Peter-und-Paul-Kirche in Myslowitz, Oberschlesien
- 1879–1880, Rathaus in Beuthen, Oberschlesien
- 1885, St.-Josefs-Kirche in Schwarzwald, Oberschlesien
- 1888, Dreifaltigkeitskirche in Beuthen, Oberschlesien
- 1891, Kirche St. Peter und Paul in Schwientochlowitz, Oberschlesien